# Basilika St-Nazaire-St-Celse (Carcassonne)

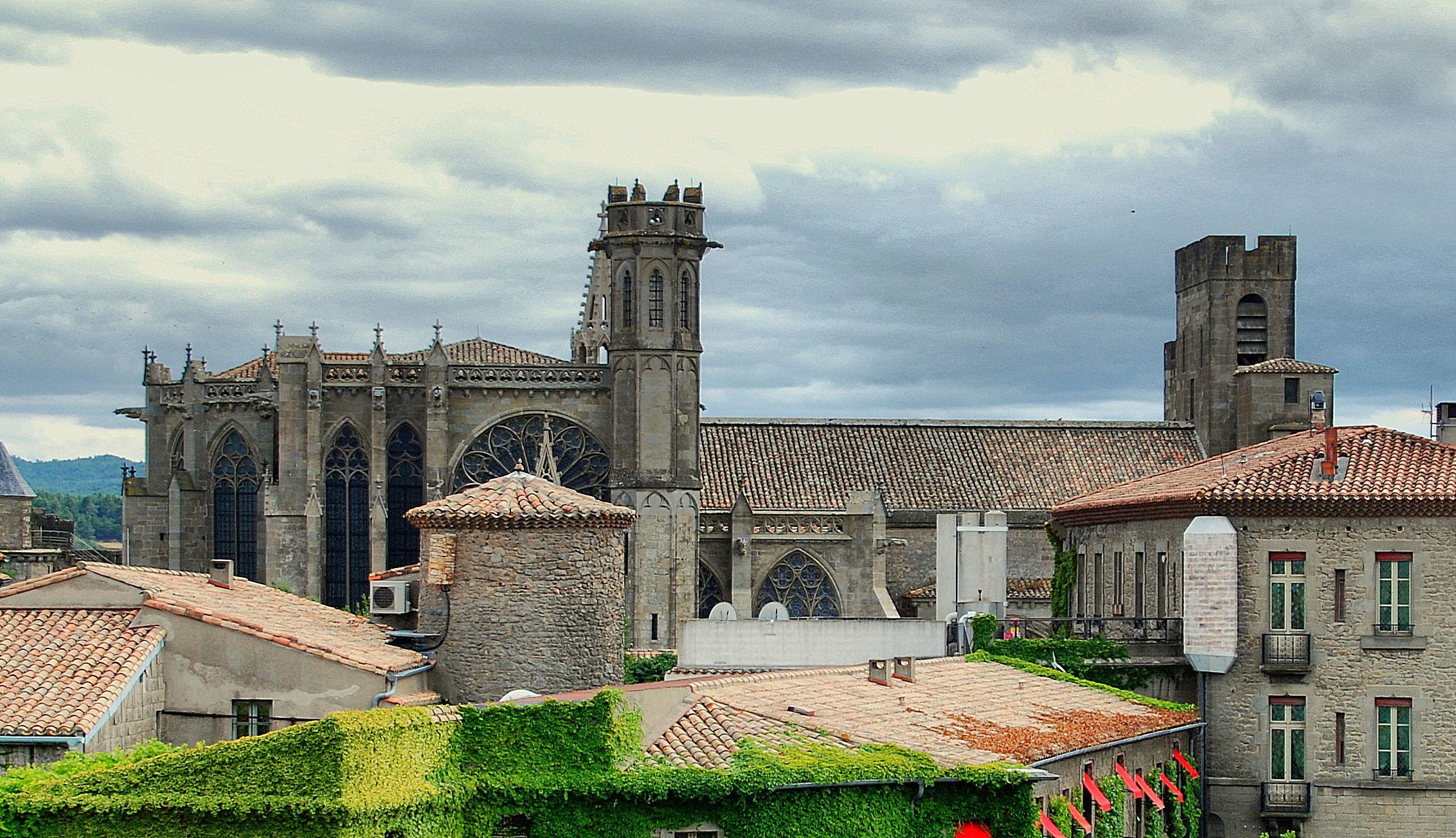
Carcassonne, „Basilika“ St-Nazaire-et-St-Celse, links der gotische Chor, rechts das romanische Langhaus

Die ehemalige Kathedrale und heutige Basilika St-Nazaire und St-Celse in Carcassonne gehört zu den bedeutendsten Sakralbauten im Süden Frankreichs. Stadt und Kirche lagen an einer Nebenstrecke des Pilgerwegs nach Santiago de Compostela (Via Tolosana).

## Lage

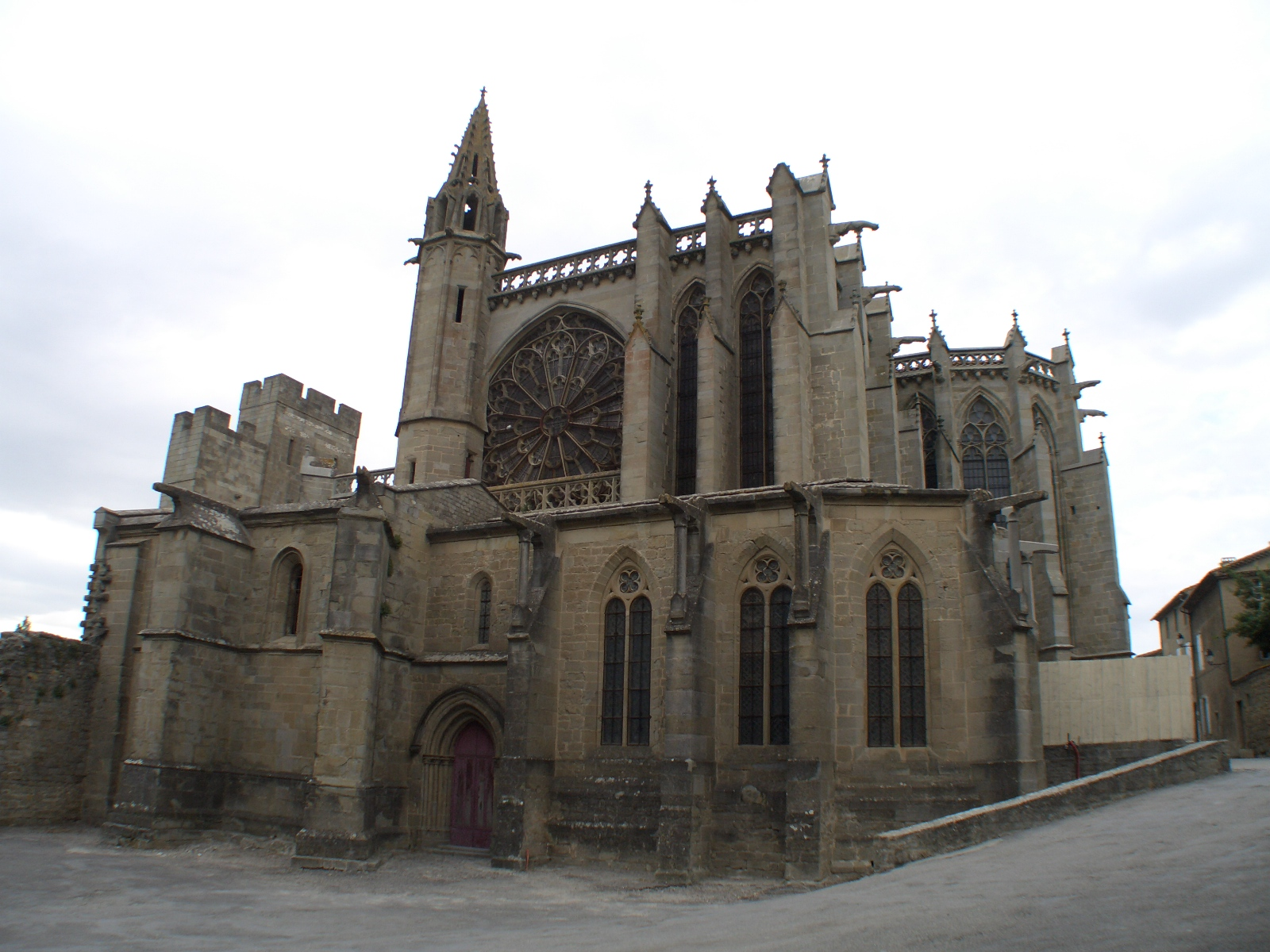
Südquerhaus und Chor

Der mittelalterliche Kirchenbau mit einem romanischen und einem gotischen Teil steht am höchsten Punkt und damit gleichzeitig im Zentrum der Cité von Carcassonne.

## Geschichte

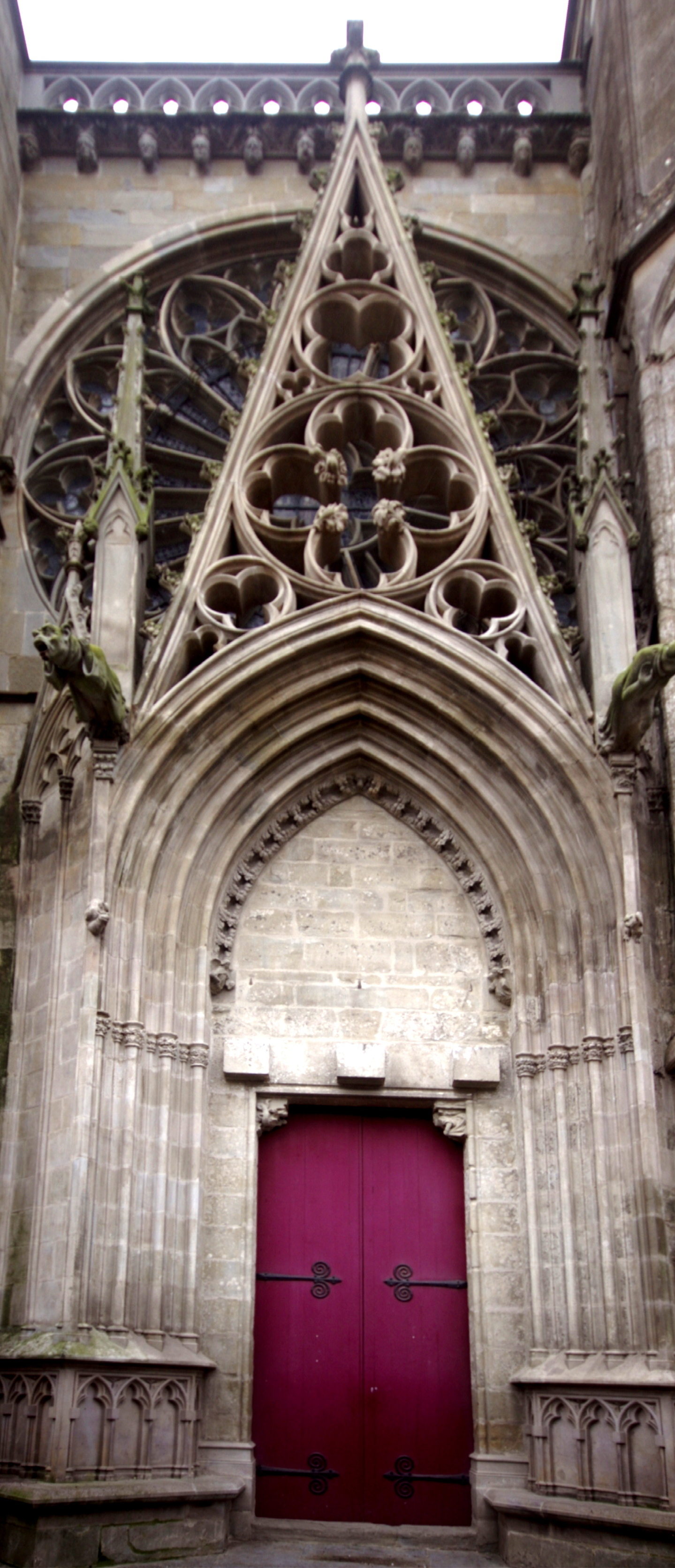
Gotisches Nordportal am Querhaus, nah; real überragt der Wimperg nicht das Rosenfenster

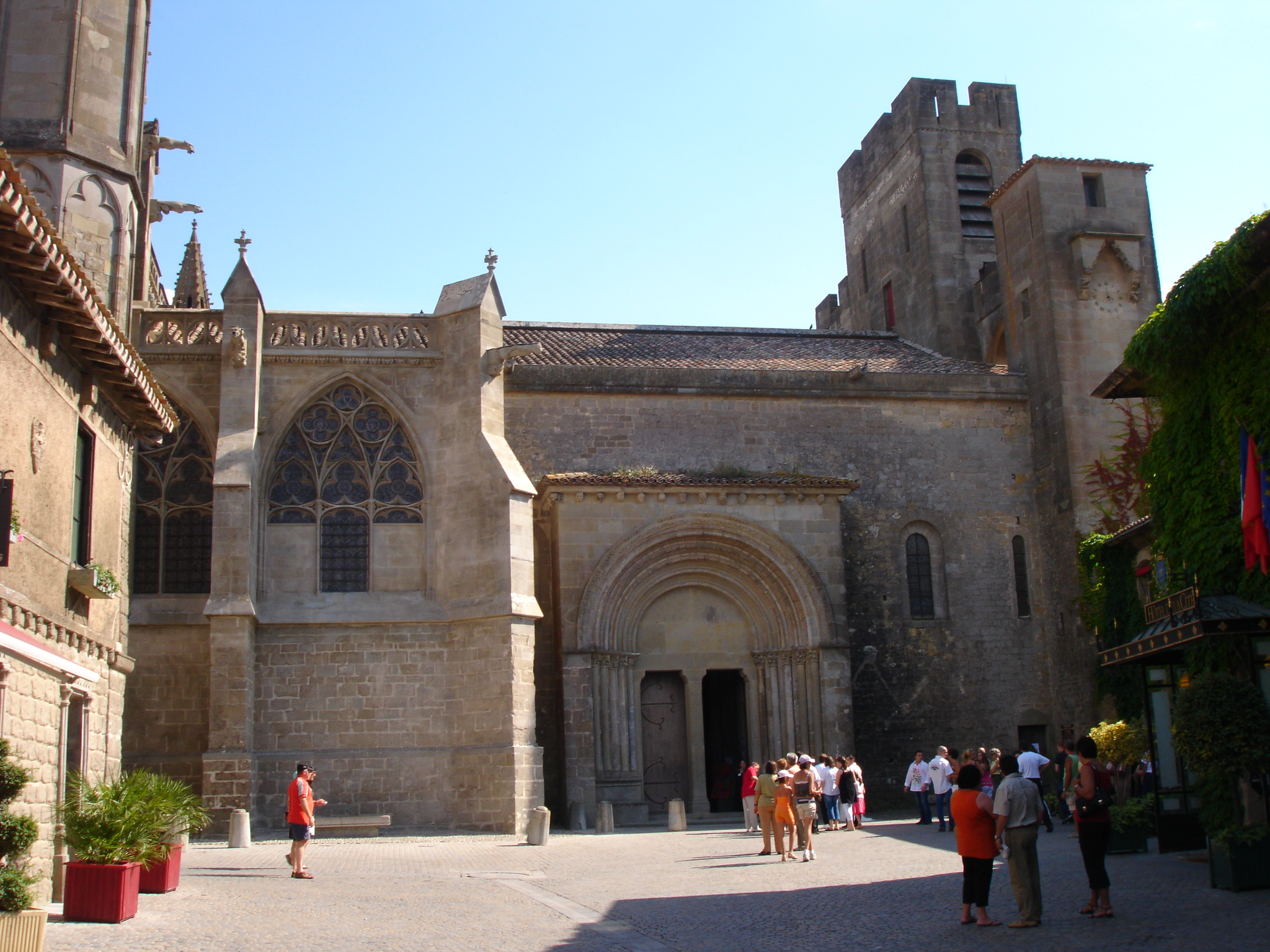
Nordseite mit romanischem Portal

Man vermutet, dass an dieser Stelle bereits zur Zeit des Westgotenherrschers Theoderich I., spätestens jedoch im 6. Jahrhundert die Bischofskirche des im Jahre 533 gegründeten Bistums Carcassonne gestanden haben könnte, die im 8. oder 9. Jahrhundert durch einen karolingischen Kirchenbau ersetzt wurde. Im Juni 1096 besuchte Papst Urban II. die Stadt und segnete die für den romanischen Neubau bestimmten Steine; dieser Neubau – also das heutige Langhaus – war wahrscheinlich um die Mitte des 12. Jahrhunderts vollendet.
Nach der Angliederung der Vizegrafschaft Carcassonne an die französische Krone wurde in den Jahren 1269–1330 die Ostpartie aus Chor und Querhaus neu errichtet, gotisch, dabei der Gotik des nördlichen Frankreich ähnlicher als die Kathedrale von Perpignan, jedoch verschiedener als etwa die Kathedrale von Narbonne.
Es ist anzunehmen, dass auch das Kirchenschiff erneuert werden sollte, doch dazu kam es in den Wirren des Hundertjährigen Krieges (1337–1453) und der Hugenottenkriege (1562–1598), die auch negativen Einfluss auf die Zahl der Jakobspilger hatten, nicht mehr.
Im Rahmen des Konkordats von 1801 zwischen Napoleon und Pius VII. wurden die französischen Bistümer neu geordnet. Der Bischofssitz von Carcassonne wurde in den mittelalterlichen Bau von Saint-Michel in der bevölkerungsreichen Unterstadt (ville-basse) verlegt (siehe: Kathedrale von Carcassonne). Bereits im Jahr 1840 wurde die ehemalige Kathedrale von Carcassonne als Monument historique anerkannt. In der Mitte des 19. Jahrhunderts wurden die Westfassade, das Nordportal sowie sämtliche Wasserspeier der Kirche durch Viollet-le-Duc grundlegend rekonstruiert. Wegen ihrer historischen Bedeutung wurde die Kathedrale St-Nazaire-et-St-Celse von Papst Leo XIII. im Jahre 1898 in den Rang einer basilica minor erhoben.

## Architektur

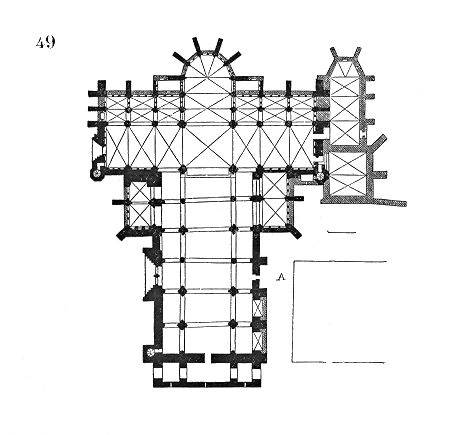
Grundriss

### Außenbau
Bereits im Außenbau lassen sich das – vergleichsweise niedrige – romanische Langhaus und die hohe gotische Chorpartie mit ihren Strebepfeilern gut voneinander unterscheiden. Im Unterschied Auf der Südseite ist noch die gotische Bischofskapelle erhalten; der ehemals vorhandene Kreuzgang ist jedoch verschwunden. Auf beiden Seiten der Kirche wurden die Seitenschiffe durch jeweils zwei – an das Querhaus angrenzende – spätgotische Kapellen erweitert. Die Flachdächer und die robuste Form der Strebepfeiler sind typisch für die Südfranzösische Gotik. Das fünfstufige romanische Portal an der Nordseite des Schiffs fällt durch seine fantasievollen Kapitelle auf. Sie sind großenteils aus dem Mittelalter erhalten. von den Rundstäben der Gewände und rundbogigen Archivolten sind jedoch große Teile im 19. Jahrhundert erneuert. Das Tympanonplatteist schlicht. Von den beiden gotischen Querhausportalen hat das nördliche einen prächtigen Wimperg aus Maßwerk. Das südliche ist trotz ebenfalls mehrstufiger Gewände schlichter.

### Innenraum

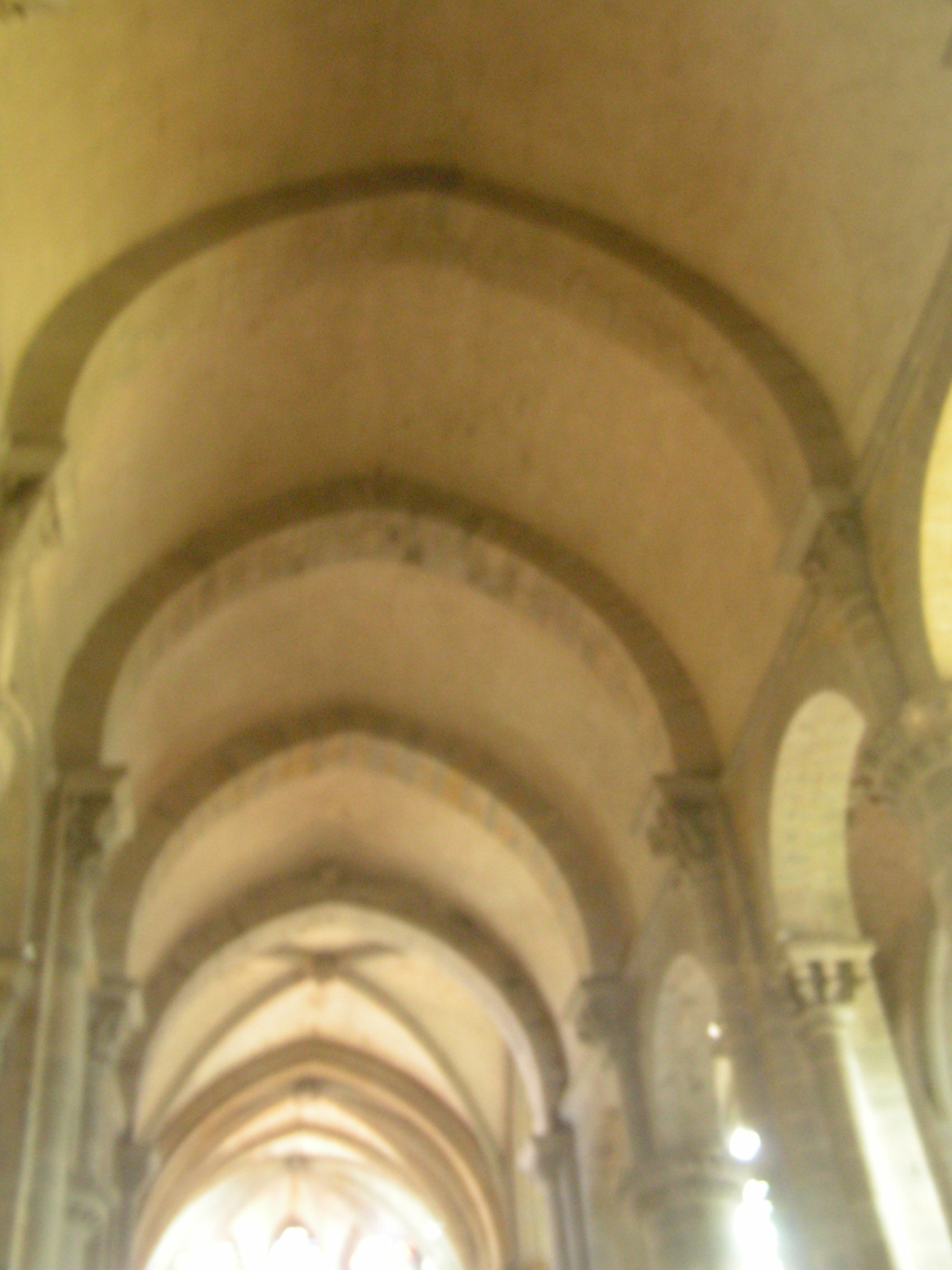
Romanische Spitztonne, rechts das gleich hohe Seitenschiff, hinten die gotische Vierung
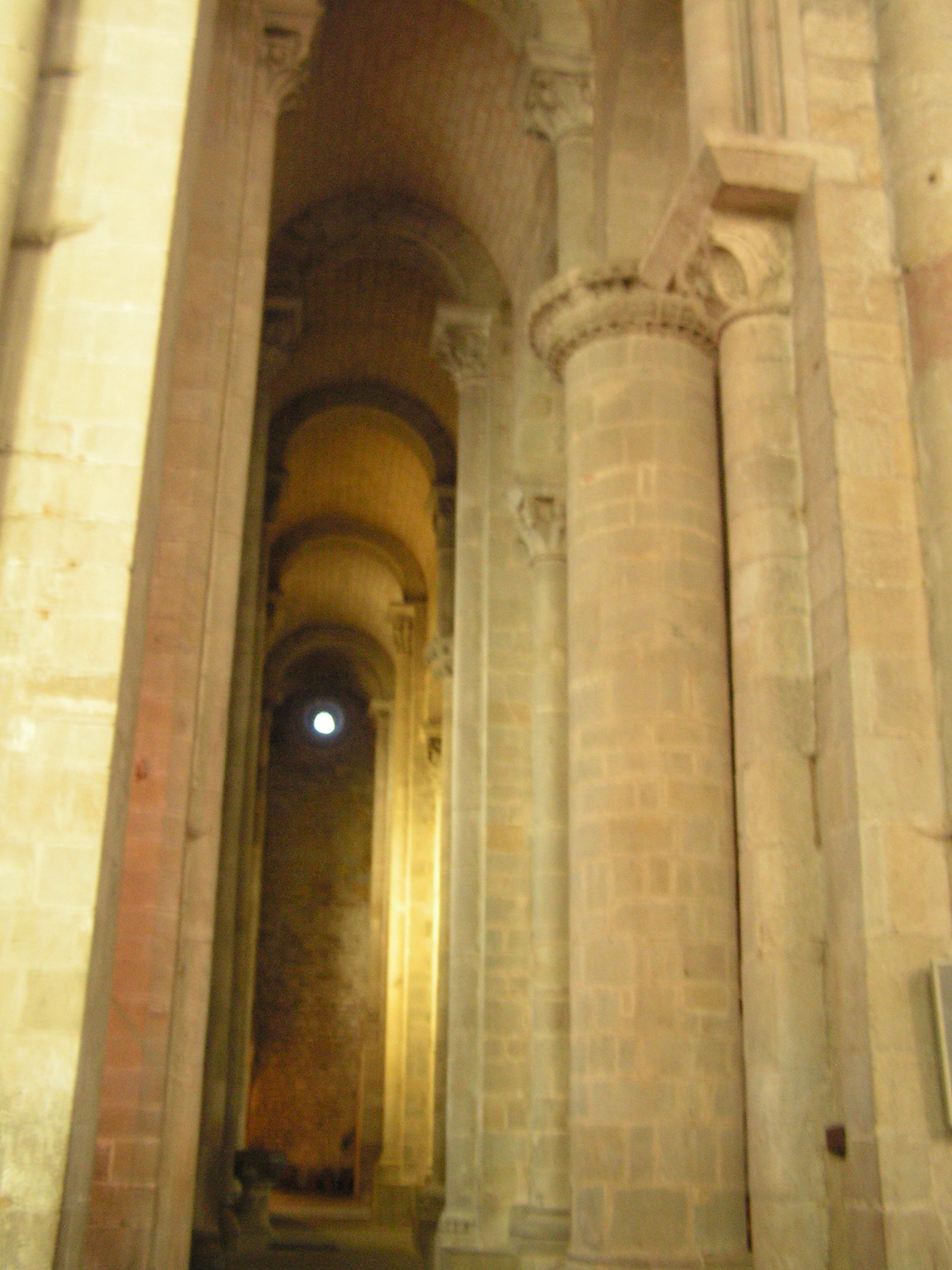
Romanisches Seitenschiff
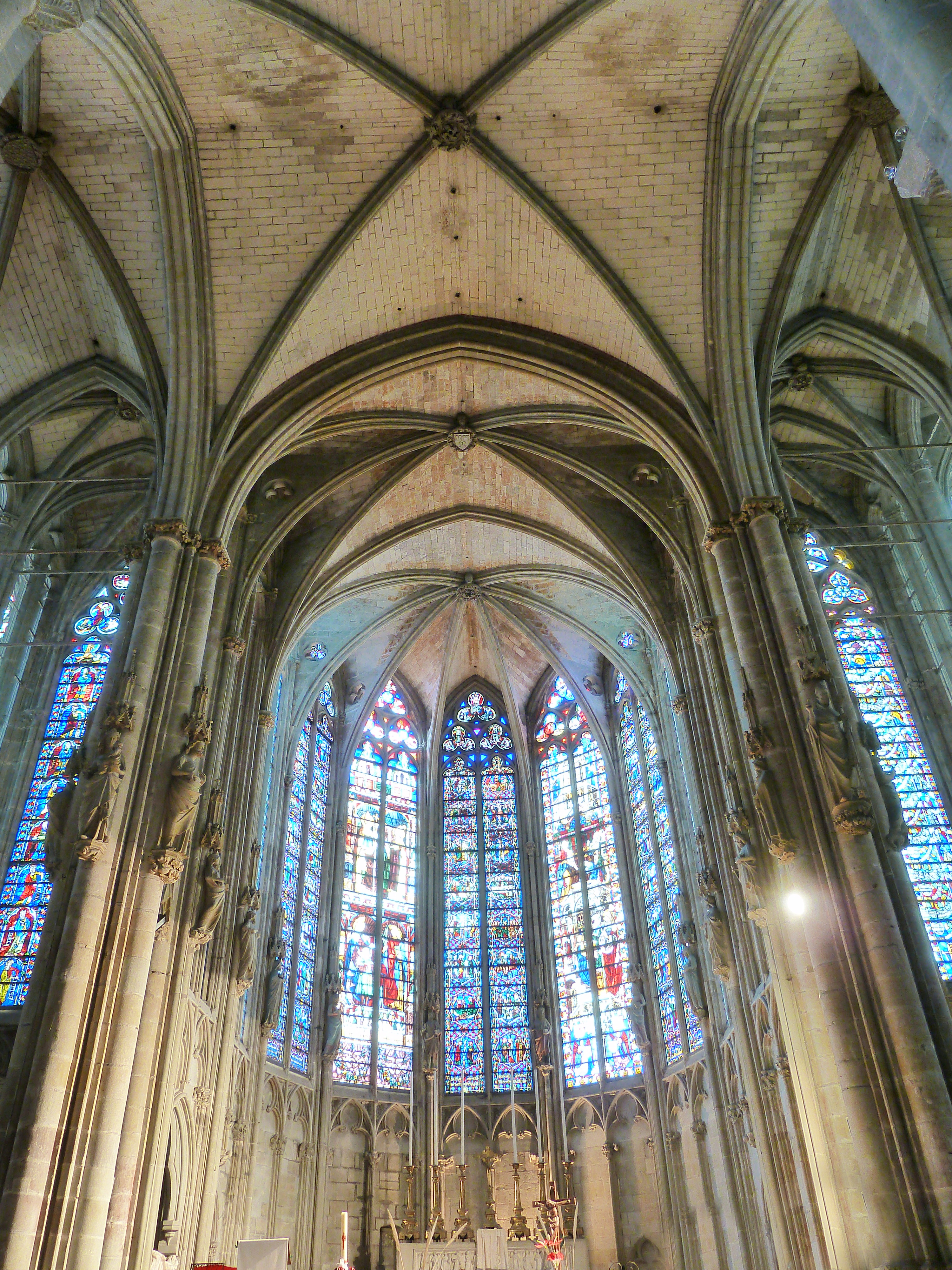
Gotisch: Chor zwischen zwei Querhauskapellen

Das Langhaus ist ein dreischiffiges Hallenschiff mit drei parallelen Tonnengewölben, wie ansonsten für Westfrankreich typisch. Durch Gurtbögen sind die Tonnen in je sechs Joche gegliedert. Das Mittelschiff hat eine Spitztonne, wie seit Cluny III vor allem für die Romanik des Burgund typisch. Die Seitenschiffe sind schmal und ihre Gewölbe rundbogig. Die Arkaden weisen einen Stützenwechsel auf, aus Rechteckpfeilern mit runden Vorlagen und aus Säulen. Die Kapitelle bzw. Kämpferplatten zeigen keinerlei figürliche Darstellungen, sondern nur abstrahierte vegetabilische Formen sowie geometrische Ornamente (Klötzchenfriese etc.).

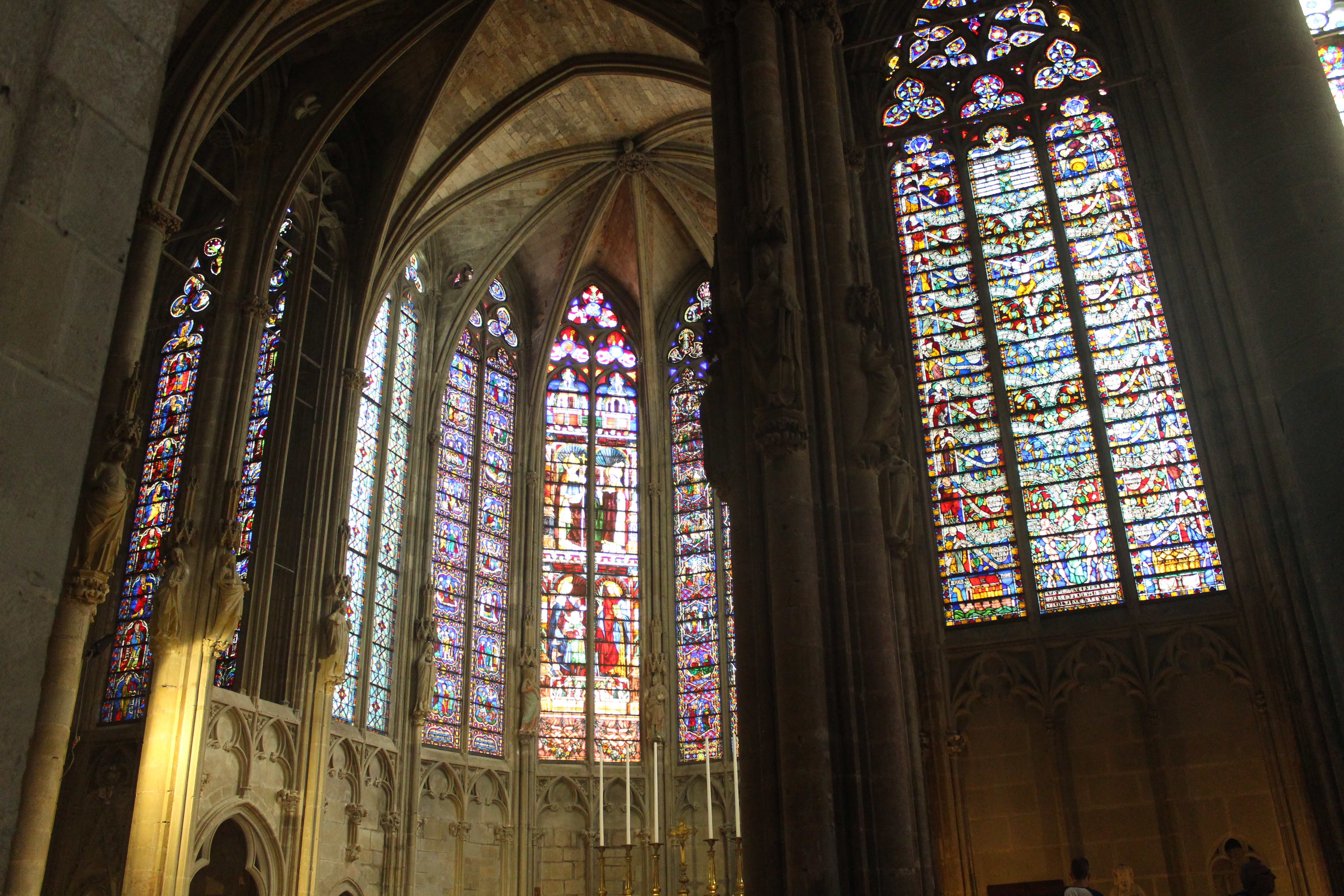
Doppeljoch und Polygon des hochgotischen Chors
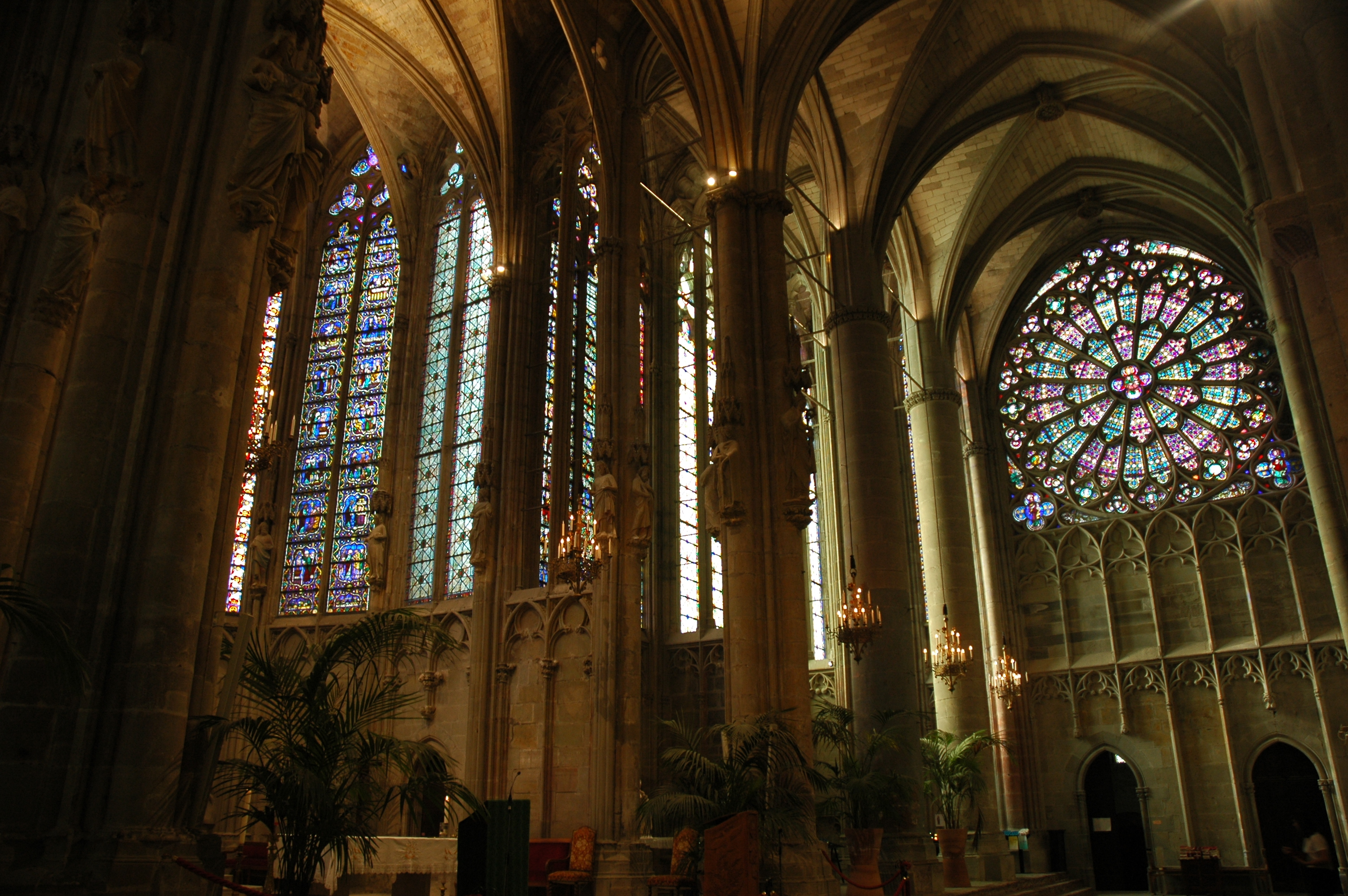
Gotisches Südquerhaus mit Rosenfenster und Kapellenzeile
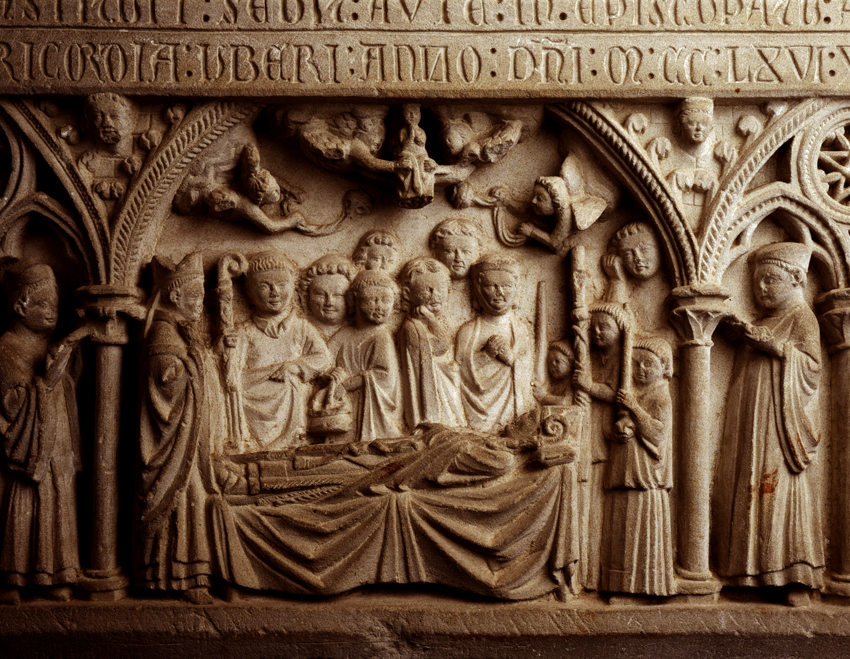
Bischofsgrab von 1266
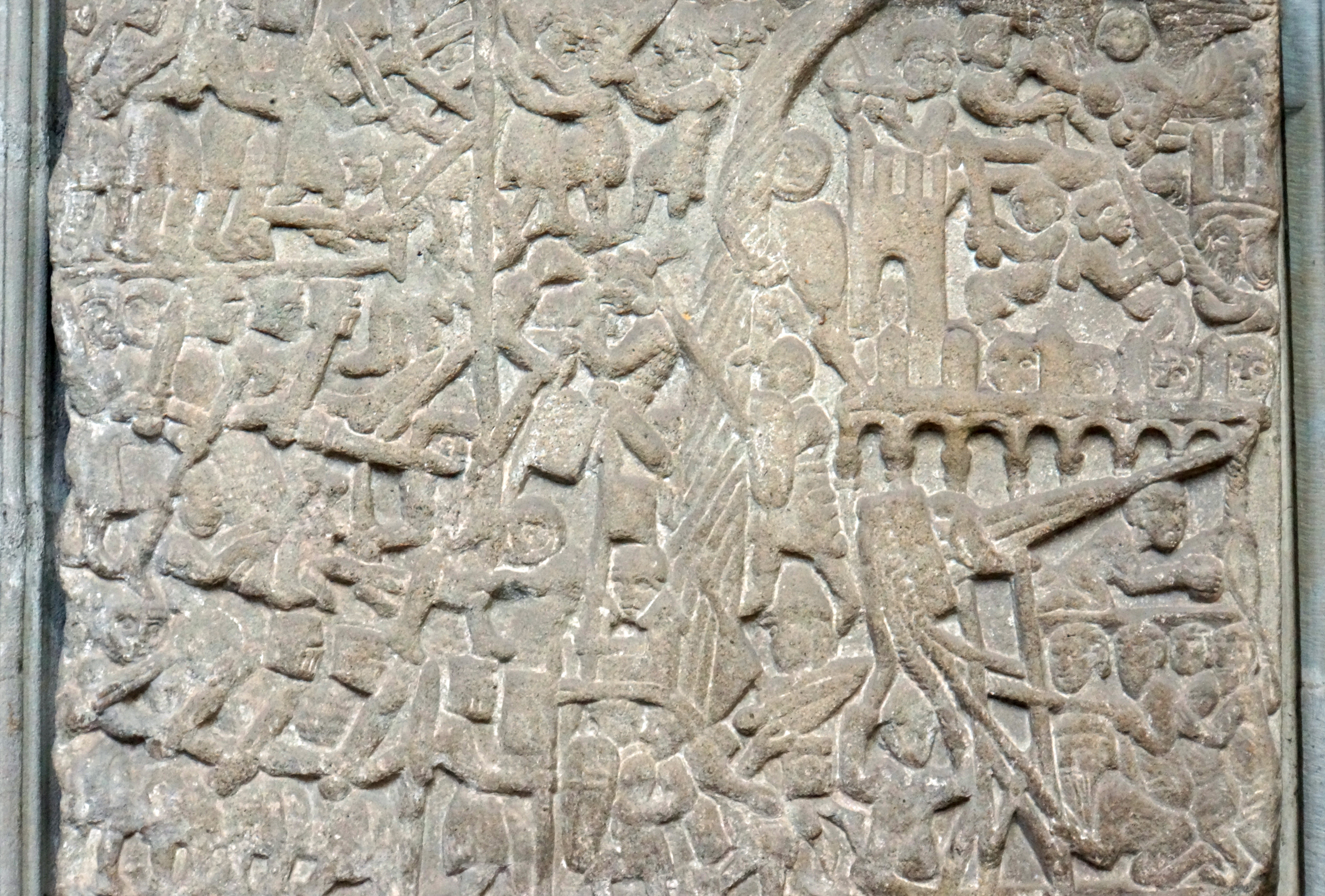
Belagerung einer Stadt. Dass hier der Tod Simons von Montfort dargestellt sei, lässt sich nicht belegen.

Die gotischen Teile im Osten sind mit Kreuzrippengewölben gedeckt und durch ihre großen Wandflächen ungleich heller als das Langhaus. Der Chor besteht aus einem querrechteckigen sechsfeldrigen Doppeljoch und einem 7/12 Polygon. An die beiden je drei querrechteckige Joche langen Arme des Querhauses schließt östlich eine Zeile von je drei Kapellen an, vertikal genauso hoch wie Chor und Querhaus, horizontal genauso tief und zweijochig wie der vordere Teil des Chors. Da die Trennwände zwischen den Kapellen nur bis in Höhe der Sohlbänke der Fenster reichen, hat auch der gotische Teil der Zeremonialbasilika eine Weiträumigkeit wie eine Hallenkirche. Unterhalb der Sohlbänke sind die Wände mit Blendmaßwerk geschmückt. Hierin knüpft der Kirchenbau an nordfranzösische Vorbilder wie in Paris Notre-Dame und die Sainte-Chapelle an. Platz für einen Umgangschor hatte man nicht, da der französische König Ludwig IX. nur die Überbauung von dreieinhalb Meter öffentlichen Straßenraums gestattete. Die beiden Fensterrosen des Querhauses sind leicht unterschiedlich gestaltet – bei derjenigen auf der Südseite sind auch noch die seitlichen und oberen Zwickel durchlichtet, was auf eine wenige Jahre jüngere Entstehungszeit hindeutet.

## Ausstattung
- Die Fenster – vor allem die der Apsis – haben teilweise noch ihre originale Verglasung aus dem 14. und 16. Jahrhundert; das Chorscheitelfenster zeigt Szenen aus der Passion Christi.
- Eine im Nordquerhaus ausgestellte reliefierte mittelalterliche Steinplatte zeigt eindrucksvolle Szenen einer Belagerung – eventuell aus der Zeit des Albigenserkreuzzugs (1209–1229).
- Die Schauseite eines Bischofsgrabs aus dem Jahr 1266 zeigt die kleine Liegefigur (gisant) des Verstorbenen sowie eine Trauergruppe. Aus dem Himmel kommen Engel mit Weihrauchfässern, andere tragen die – als kleine Figur dargestellte – Seele des Toten gen Himmel.
- Ein weiteres Bischofsgrab findet sich in einer der Seitenkapellen: Der Bischof Pierre de Rochefort (1300–1321) steht aufrecht zwischen zwei Erzdiakonen.
- Zur Ausstattung gehört auch eine Orgel, deren Mittelteil wahrscheinlich noch aus der Mitte des 17. Jahrhunderts stammt, womit sie eine der ältesten Kirchenorgeln des Midi wäre. Wenige Jahre vor der Französischen Revolution fügte Jean-Pierre Cavaillé weitere Teile hinzu.

## Orgel
Die Orgel wurde 1679  von dem Orgelbauer Jean de Joyeuse (Ardennen) in einem vorhandenen Orgelgehäuse errichtet. Das Instrument hatte zunächst 24 Register auf zwei Manualen und Pedal, und einem eigenständigen Echowerk. In den Jahren 1772 bis 1775 wurde das Instrument von dem Orgelbauer Jean-Pierre Cavaillé (Gaillac) restauriert und erweitert, insbesondere um das Rückpositiv (Positif de Dos). In den Jahren 1900 bis 1904 wurde das Instrument von dem Orgelbauer Michel Roger (Carcassonne) erneut überarbeitet und erweitert, und zuletzt in den Jahren 1982 bis 1985 durch den Orgelbauer Barthélémy Formentelli. Es hat heute 40 Register auf vier Manualen und Pedal. Die Spiel- und Registertrakturen sind mechanisch.
| I Positif de Dos C,D–c3 |             |        |
| 1.                      | Montre      | 8′     |
| 2.                      | Bourdon     | 8′     |
| 3.                      | Prestant    | 4′     |
| 4.                      | Nazard      | 2′     |
| 5.                      | Doublette   | 2′     |
| 6.                      | Tierce      | 1 3⁄5′ |
| 7.                      | Larigot     | 1 ⁄3′  |
| 8.                      | Plein-Jeu V |        |
| 9.                      | Cromorne    | 8′     |

| II Grand Orgue C,D-c3 |                  |        |
| 10.                   | Bourdon          | 16′    |
| 11.                   | Montre           | 8′     |
| 12.                   | Bourdon          | 8′     |
| 13.                   | Prestant         | 4′     |
| 14.                   | Nazard           | 2 ⁄3′  |
| 15.                   | Doublette        | 2′     |
| 16.                   | Quarte de nazard | 2′     |
| 17.                   | Tierce           | 1 3⁄5′ |
| 18.                   | Fourniture IV    |        |
| 19.                   | Cymbale III      |        |
| 20.                   | Grand Cornet V   |        |
| 21.                   | Trompette        | 8′     |
| 22.                   | Voix humaine     | 8′     |
| 23.                   | Clairon          | 4′     |

| III Positif interieur C,D–c3 |                |        |
| 24.                          | Bourdon        | 8′     |
| 25.                          | Prestant       | 4′     |
| 26.                          | Flûte à fuseau | 4′     |
| 27.                          | Nazard         | 2 ⁄3′  |
| 28.                          | Doublette      | 2′     |
| 29.                          | Tierce         | 1 3⁄5′ |
| 30.                          | Flageolet      | 1′     |
| 31.                          | Plein-Jeu IV   |        |
| 32.                          | Trompette      | 8′     |

| IV Recit g0–c3 |                  |    |
| 33.            | Flûte à cheminée | 8′ |
| 34.            | Cornet IV IV     |    |
| 35.            | Hautbois         | 8′ |

| Pedale C,D–d1 |           |     |
| 36.           | Flûte     | 8′  |
| 37.           | Flûte     | 4′  |
| 38.           | Bombarde  | 16′ |
| 39.           | Trompette | 8′  |
| 40.           | Clairon   | 4′  |

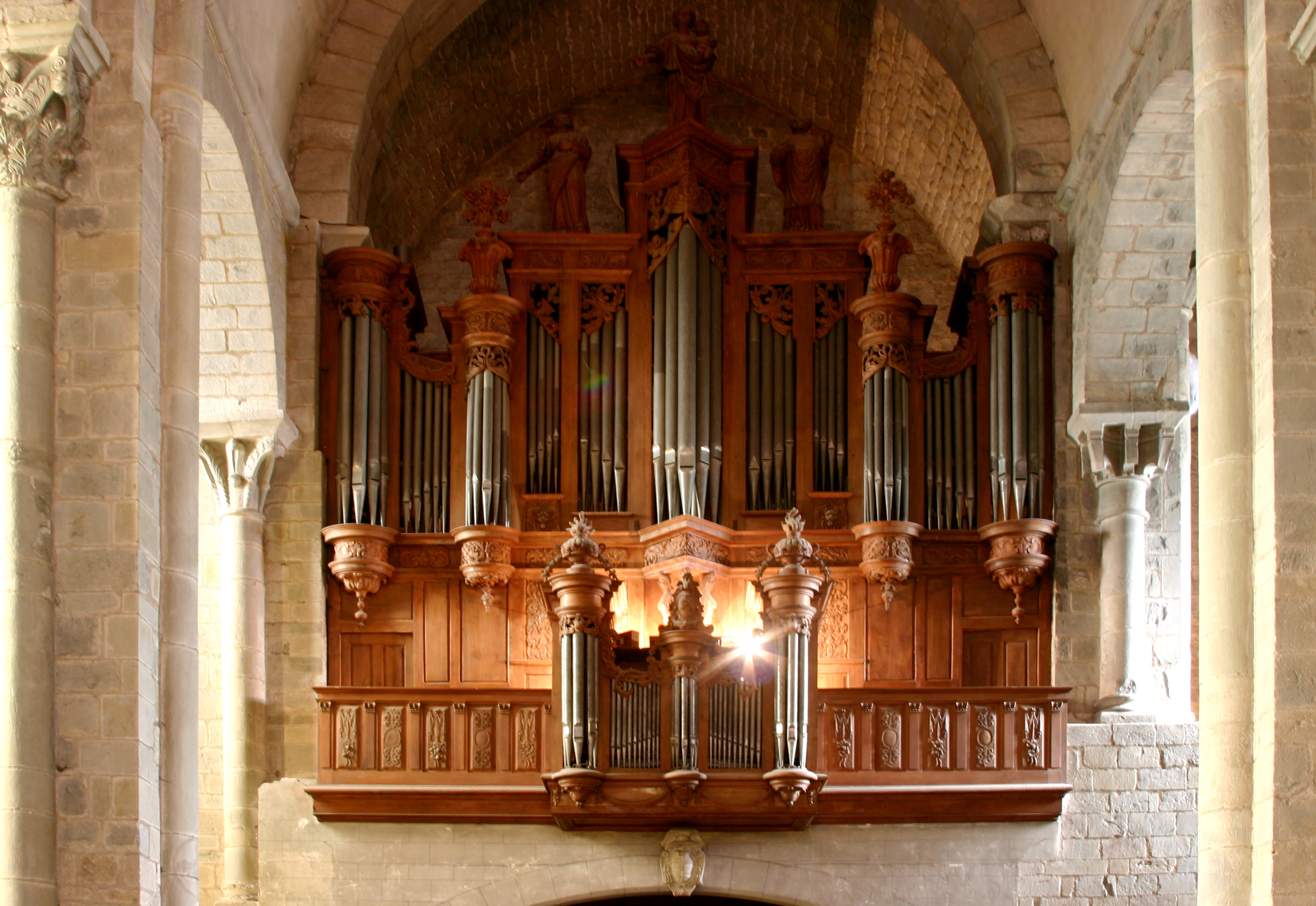
Orgel

- Koppeln: I/II, III/II, II/P, III/P